# Rafel Tomàs Barceló
Rafel Tomàs Barceló, conegut com a Rander, nascut el 1869 a Llucmajor, Mallorca, i assassinat el 1936 a la carretera Palma-Andratx, fou un glosador mallorquí.
Rafel Tomàs no tenia estudis i treballava de garriguer. D'ideologia esquerrana, participà en la creació de cooperatives. El 1936 fou assassinat pels falangistes.
Quant a la seva obra se li atribueix una plagueta de gloses, que publicà de forma anònima, que duu per títol Sa derrota d'es Crédit y els damés. Versificada per un Lluchmajoré. En aquesta obra, formada per 25 cançons, es critica amb duresa les conseqüències sobre els petits estalviadors que provocà la suspensió de pagaments del Banc de Crèdit Balear el 1934.